# Georges Schroeder
Pour les articles homonymes, voir Schroeder.
Georges Schroeder, né le 20 décembre 1947 à Luxembourg-Ville (Luxembourg) et mort le 15 juillet 2012, est un homme politique luxembourgeois.
Il est licencié en droit et directeur de l'Inspection générale de la sécurité sociale.
Georges Schroeder est nommé conseiller d’État, le 7 juin 1994 et président du Conseil d’État, le 17 novembre 2009, fonction venue à terme le 7 juin 2012.

## Distinctions
- Grand officier de l'ordre de Mérite du grand-duché de Luxembourg[3] (promotion 2001)